# タンカレー

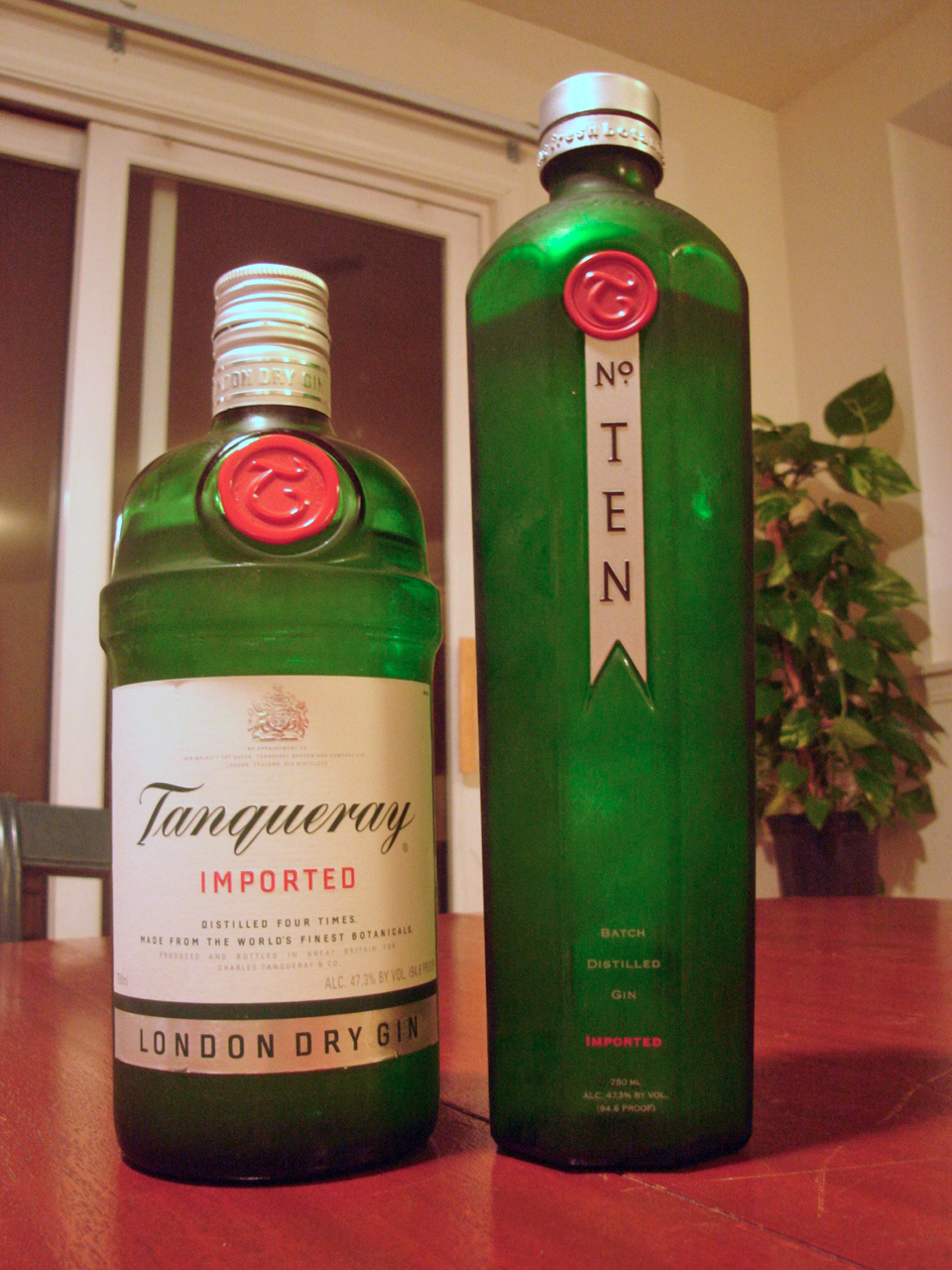

タンカレー（英語:Tanqueray ）は、イギリスで製造されているジンのブランド名である。4回の蒸留により生み出されるスッキリとした味わいが特徴。アルコール度数は47.3％。

## 概要
20才でロンドンのブルームスベリーに蒸留所を開いたチャールズ・タンカレーが1830年に創業。1868年に彼が亡くなった時、この蒸留所は息子のチャールズ・ウォー・タンカレーが相続し、製造を引き継いだ。第二次世界大戦中に蒸留所は破壊されてしまったものの、1つだけ戦火を免れた蒸留器があり、それは「オールド・トム」と呼ばれ現在でも使われている。
のちにタンカレー社は同業他社のゴードンズとの合併を経て、更にディアジオの傘下に入り、現在に至る。
1999年にはプレミアム品として1839年当時のオリジナルレシピを再現したタンカレーマラッカ・ジン（英語:Tanqueray Mallaca Gin）が発売された。
2000年よりスーパープレミアムジンとしてタンカレーナンバーテン（英語:Tanqueray No.TEN ）が発売されている。銘柄名は、タンカレー社の伝統的な製法を再現するために同社に現存している蒸留器の中では最も古く、10番目に製造された小型単式蒸留器「タイニーテン」（英語:Tiny Ten ）により製造されていることに由来している。新鮮な原料を使い、4回の蒸留過程を経て製造。風味を損なわないようにするために少量ずつ製造している。アルコール度数は47.3%。 
その味は「ジンのロールス・ロイス」など様々な呼び方で称賛されており、ジョン・F・ケネディやフランク・シナトラも愛飲していたことで知られる。